# مقاطعة إنسينال (تكساس)

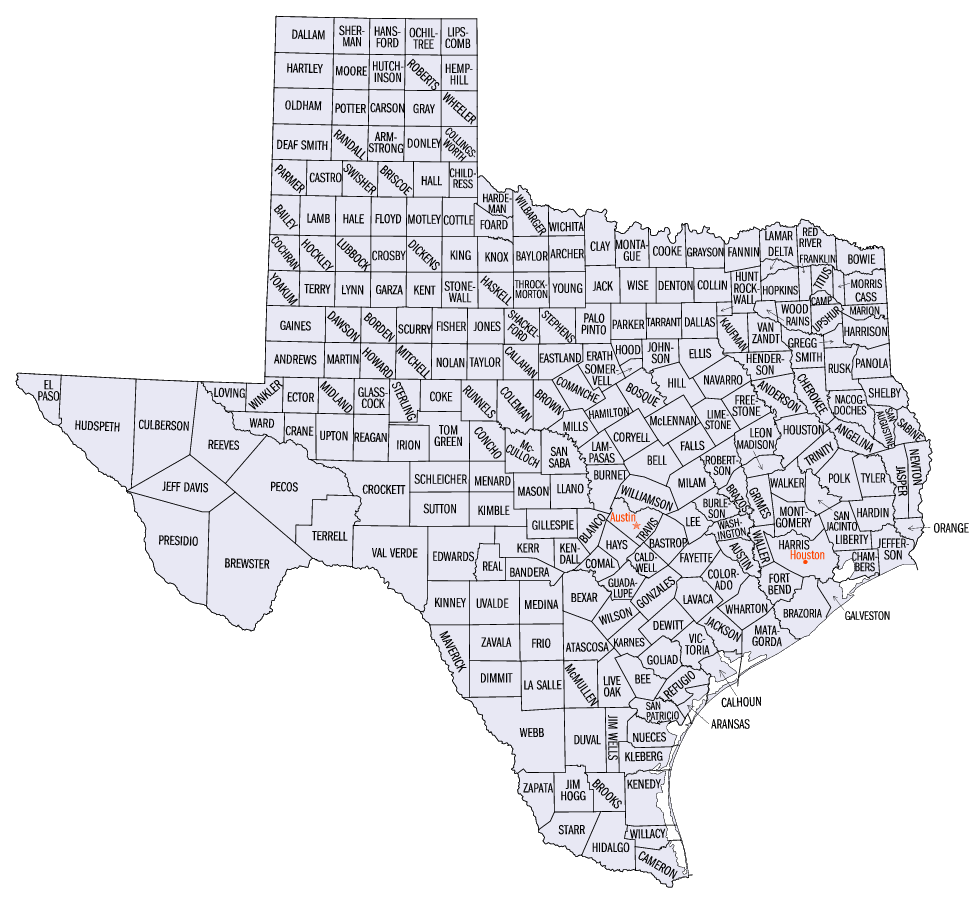
خارطة مقاطعات تكساس

مقاطعة إنسينال (بالإنجليزية: Encinal  County)‏ هي إحدى المقاطعات في ولاية تكساس، الولايات المتحدة الأمريكية.